# Cinémassacre
Cinémassacre est un spectacle composé d'un ensemble de sketches écrits par Boris Vian en 1952. C'est un phénoménal succès pour Vian après de nombreux échecs tant au théâtre qu'en littérature. Cinémassacre connaîtra : 400 représentations à La Rose rouge et des reprises pendant près de trois ans. 
L'idée avait été donnée par Pierre Kast à Nikos Papatakis, propriétaire de la salle, de faire un spectacle de sketches sur le cinéma. Le scénario et les dialogues sont confiés à Boris Vian. D'autres commandes sont passées à Guillaume Hanoteau, André Roussin, Raymond Queneau, Robert Desnos, dans le même esprit.
« Avec Cinémassacre Boris entre dans le petit cercle des auteurs parodiques, manieurs de vitriol, qui plaisent à Papatakis »

## Description
Les sketches sont des pastiches féroces destinés à dénoncer les poncifs des grands mythes cinématographiques parmi lesquels Alfred Hitchpoule et Cecil B. de Cent Mille, : la même scène de rencontre amoureuse y est mise en scène avec les yeux supposés d'Alfred Hitchcock, Cecil B. DeMille, Marcel Carné ou encore Vittorio De Sica.
Le spectacle a connu deux versions, la première au théâtre La Rose rouge, sous le titre complet Cinémassacre ou les cinquante ans du septième art, avec 10 sketches. Par la suite, une version remaniée est créée par Jacques Canetti au théâtre des Trois Baudets ; les scènes sont retitrées, rendant quelquefois difficile la correspondance entre le contenu des deux spectacles, et la mise en scène est modifiée ; Philippe Clay remplace Yves Robert, et Jean Yanne, Jacques Hilling.  Cinémassacre va devenir « culte » pour le théâtre et sera joué de manière continue par Yves Robert et sa compagnie jusqu'en 1954 : 400 représentations se succèdent à La Rose rouge, puis au théâtre des Trois Baudets

## Sketches

### Air Force (Air Farce)
La cible, dans la continuité de L'Équarrissage pour tous et du Goûter des généraux est aussi (encore une fois) les militaires avec « Air Force », (sketch  qui faisait redouter une plainte de l'ambassade américaine, mais il n'y en eut pas).  Dans l'un des passages, Vian décrit des pilotes de  bombardiers B-29 au bar de l'escadrille se plaignant devant leur verre du mauvais temps qui les cloue au sol. L'un des pilotes s'interroge sur le sens de leur mission, une bagarre s'ensuit, et le pugilat cesse quand une radio annonce que l'aviation soviétique a attaqué un village de Virginie aux États-Unis avec des Migs, faisant une seule victime : la petite chienne de l'un des pilotes. Conclusion d'un des pilotes: « Tu te demandais pourquoi on se battait [...] Est-ce que tu as compris qu'aussi longtemps que les rouges existeront à l'est de l'Europe, la vie ne sera plus possible pour le monde civilisé ? »."
"Air force" deviendra "Air farce" en passant sur la rive droite, sans que l'ambassade américaine n'ait protesté.

### Gangsters
La scène se déroule dans un bar, et met en scène flics, voyous gouailleurs, et la blonde de service, à la recherche d'une relation amoureuse en plein milieu des échanges qui se terminent par une fusillade.

## Autres spectacles
Par ailleurs, entre 1952 et 1954 de nombreux directeurs de salle font appel à Boris Vian pour ses sketches "vachards", Boris se rapproche alors de l'esprit du Groupe Octobre. Par la suite, dans ses carnets, on trouvera des tas d'ébauches qui étaient destinées au théâtre d'estrade  dans cette lignée. Mais aucune de celles suffisamment abouties pour être présentées, comme Fluctuat nec mergitur ou Paris varie ne recueillira le succès de Cinémassacre.
Plusieurs saynètes ont été réunies avec Cinémassacre pour former le livre Petits spectacles. 

## Les principaux lieux de créations
- 1952 :La Rose rouge
- 1954 :Les Trois Baudets
- 2005 :Le Guichet Montparnasse[9]